# Der Pfarrer von Tours

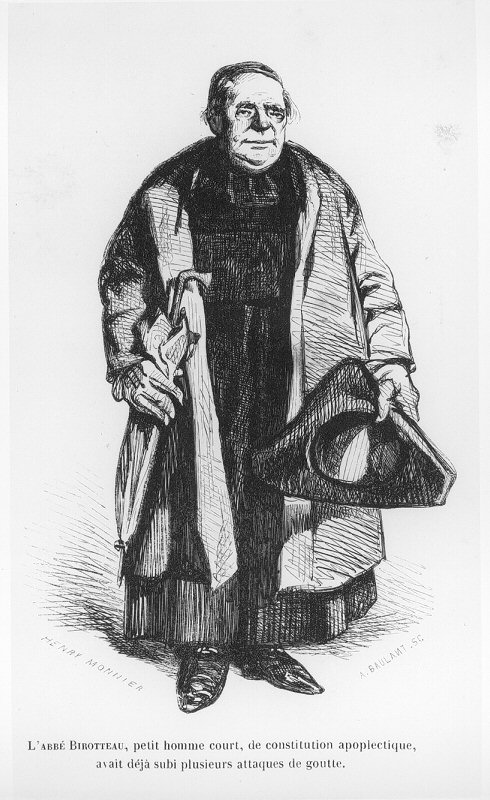
Historische Illustration von Henry Monnier zu Balzacs Le Curé de Tours

Der Pfarrer von Tours (auch Der Vikar von Tours, Originaltitel: Le Curé de Tours) ist eine Novelle des französischen Schriftstellers Honoré de Balzac aus dem Jahr 1832. Sie ist Bestandteil der Scènes de la vie de province innerhalb Balzacs Werk La Comédie humaine.

## Inhalt
Der sanftmütige und etwas naive Abbé Birotteau muss auf seinem nächtlichen Heimweg über den Klosterhof feststellen, dass die Haustür trotz mehrmaligen Läutens nicht sofort geöffnet wird. Nachdem er endlich ins Haus gelangt ist, ärgert er sich darüber, dass der Kerzenleuchter nicht an seinem angestammten Platz ist. In seiner Wohnung im ersten Stock angelangt, findet er diese entgegen aller Gewohnheit ungeheizt; auch seine Pantoffeln sind nicht am vorgesehenen Platze. In der Rückblende wird erzählt, wie der Abbé zu dieser Wohnung samt ihrem Mobiliar und der umfangreichen Bibliothek gelangt ist. Sie stammt von seinem langjährigen Freund, dem im Jahr zuvor verstorbenen Abbé Chapeloud, dem Domherren der Kathedrale von Tours. Obwohl dieser die Gier seines Freundes Birotteau erkannte, an seine behagliche Wohnung samt der komfortablen Einrichtung zu gelangen, vermachte er diese seinem Freund.
Chapeloud wohnte im säkularisierten Teil des Klosterhofs zur Miete bei Mademoiselle Sophie Gamard, einer alten Jungfer. Als sie nach Chapelouds Tod auf der Suche nach einem neuen Mieter ist, erscheint es ihr zunächst von Vorteil, Birotteau als neuen Mieter anzunehmen, verspricht sie sich doch davon einen gesellschaftlichen Aufstieg und Zugang zu den besseren Kreisen der Stadt, in denen auch Birotteau verkehrt. Doch schon bald muss sie feststellen, dass ihr Plan nicht aufgeht; sie beschließt daraufhin, sich an Birotteau zu rächen.

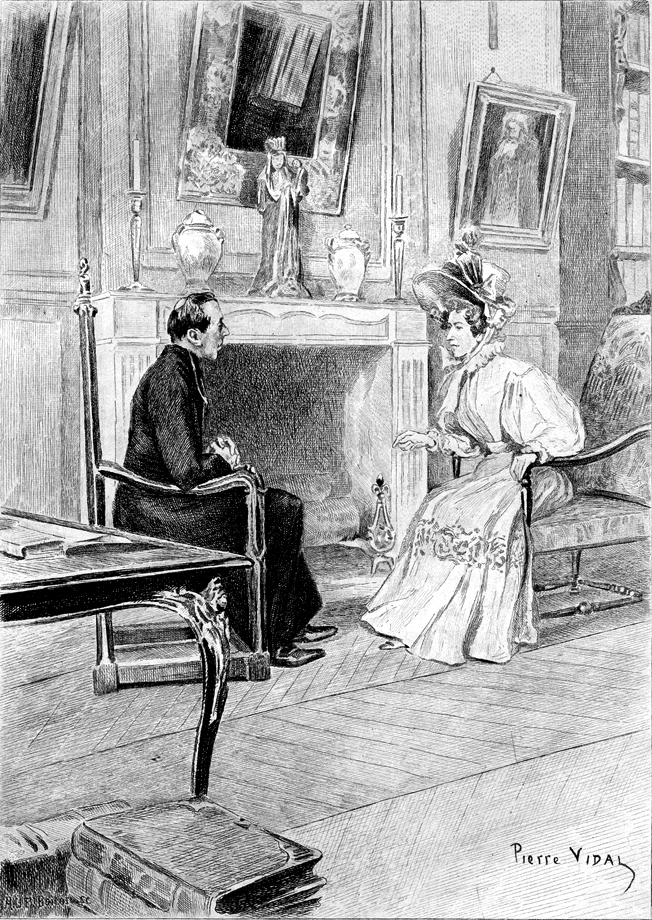
Historische Illustration in der amerikanischen Ausgabe von Le Curé de Tours (1897): Madame de Listomère und Abbé Troubert

Am Morgen nach dem nächtlichen Vorfall merkt Birotteau irritiert, dass seine Versuche, die gewohnte Konversation am Frühstückstisch anzustoßen, im Sande verlaufen; lediglich sein Tischgenosse, der Abbé Troubert, antwortet höflich, aber gewohnt einsilbig. Bei der eiligen Rückkehr zum Mittagessen muss er gewärtigen, dass schon der erste Gang abgeräumt ist; er merkt jedoch, dass man die Uhr im Esszimmer verstellt hat. Nachdem der Versuch einer Aussprache mit dem Abbé Troubert, mit dem Versuch, ihn als Schlichter zu gewinnen, fruchtlos bleibt, flieht der Vikar verzweifelt zum wenige Kilometer außerhalb von Tours liegenden Landsitz seiner adligen Freundin, der Baronin von Listomère, wo die Anwesenden versuchen, Birotteau aufzumuntern. Wenige Tage darauf erscheint der Anwalt Mademoiselle Gamards und fordert den Verzicht des Vikars auf die Wohnung. Birotteau bittet sich einen Tag Bedenkzeit aus, bevor er die Verzichtserklärung unterzeichnet, nicht ahnend, dass er das vom Abbé Chapeloud geerbte Mobiliar verlieren wird. In seiner Naivität hatte er nicht erkannt, dass in dem Mietvertrag die Abtretung des Mobiliars und der Bibliothek vereinbart worden war, sollte der Vikar sterben oder vorzeitig ausziehen. Damit würde der niedrigere Mietzins Birotteaus gegenüber dem seines Vorgängers ausgeglichen. Birotteau eilt wütend zu seinem ehemaligen Haus und will seine Vermieterin zur Rede stellen. Stattdessen erfährt er durch die Hausangestellte, dass Abbé Troubert seine feuchte und kleine Wohnung im Haus gegen die komfortablere von Birotteau eingetauscht hat. Erst jetzt erfährt Birotteau entsetzt vom Verlust des geliebten Mobiliars. Als er den Freunden auf dem Land aufgebracht davon berichtet, raten ihm einige zum Prozess gegen die Vermieterin, einer hingegen, der Monsieur de Bourbonne, nimmt ihn zur Seite und rät dazu, Tours zu verlassen und eine Pfarrei zu wählen, wo ihn keiner kennt.
Birotteau ahnt derweil nichts von den Intrigen des ehrgeizigen Abbé Troubert, der in seinem auf den Bischofsstuhl hinzielenden Machtstreben den sanftmütigen Abbé Birotteau zugrunde richten will. Derweil stehen sich in Tours die zwei Parteien unversöhnlich gegenüber, auf der einen die „Liberalen“, adlige Reiche, die Birotteau unterstützen, auf der anderen die „Klerikalen“, die auf Seite Mademoiselle Gamards und des Abbé Troubert stehen. Als die Baronin von Listomère merkt, dass der lange Arm Trouberts bis nach Paris reicht und die Militärkarriere ihres Neffen gefährdet ist, tritt sie den vorsichtigen Rückzug an, lässt Birotteau auf diplomatische Weise fallen und schließt in einem langen Gespräch ein Abkommen mit Troubert, das beide Seiten zufriedenstellt. Der arme Birotteau wird auf eine arme Pfarrei in einem Vorort abgeschoben.

## Rezeption
Für André Maurois war Balzacs Le Curé de Tours „gleichzeitig eine wundervolle Novelle und eine mutige Tat“.  Balzac schuf „ein Gemälde aller sozialen Schichten von Tours, der geheimen Macht der Kongregation und des unterirdischen Einflusses des Großalmoseniers. Die Novelle wurde zu einem kostbaren Dokument für die Geschichte der Restauration und bewies außerdem eine erstaunliche Kenntnis menschlicher Seelen und jener geringfügigen Details, die insgesamt alles bedeuten. Es besteht kein Zweifel, die Dilecta hatte ihn inspiriert“.

## Editionsgeschichte
Die Novelle erschien zunächst 1832 unter dem Titel Les Célibataires bei Mame-Delaunay in der Erzählungsreihe Scènes de la vie privée innerhalb der La Comédie humaine.  1834 wurde sie in der Édition Béchet veröffentlicht, als Scènes de la vie de province, gemeinsam mit den Erzählungen Pierrette, La Rabouilleuse und Un ménage de garçon. Den endgültigen Titel Le Curé de Tours erhielt die Novelle erst 1843 in der Balzac-Ausgabe der Édition Furne.

## Zitate
- „Schwache Menschen beruhigen sich ebenso leicht, wie sie in Schrecken geraten.“
- „In der Touraine bildet, wie in den meisten Provinzen, der Neid die Grundlage der Sprache.“
- „Wenn große Dinge begreiflicherweise einfach zu verstehen und leicht zum Ausdruck zu bringen sind, so erfordern die Kleinigkeiten des Lebens viele Einzelheiten.“
- „Geistlose Leute gleichen den Unkräutern, denen es in gutem Erdreich gefällt, und sie lassen sich in dem Maße um so lieber zerstreuen, als sie sich mit sich selbst langweilen.“
- „Nur wenige Personen zeigen gleich von Anfang an ihre Fehler offen. Im allgemeinen sucht jeder sich eine lockende Schale zu geben.“[2]

## Deutsche Ausgaben

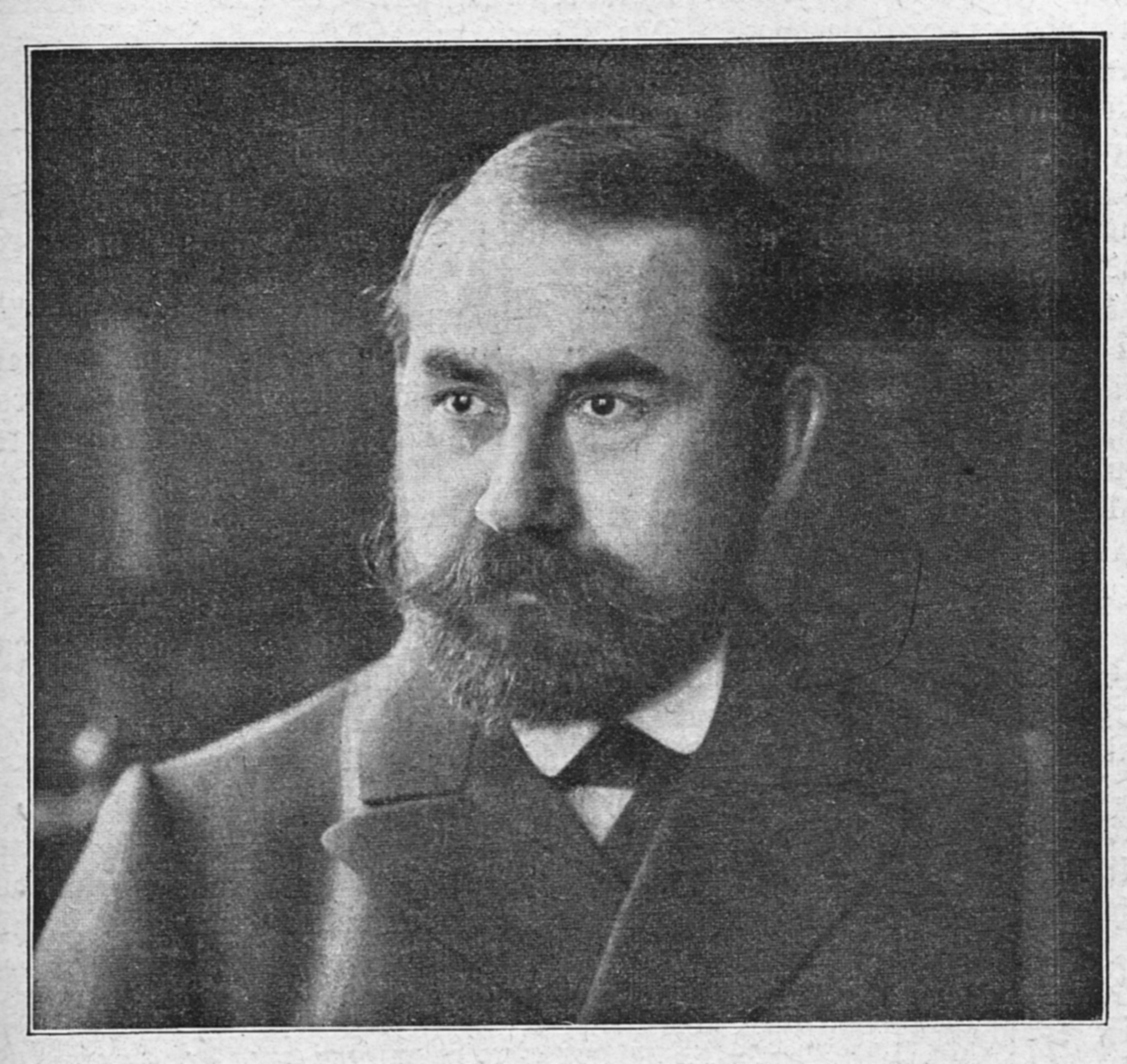
Johannes Schlaf

- Balzac, Honore de: Ursula Mirouet. Eugenie Grandet. Der Pfarrer von Tours. Die alte Jungfer. Frauenstudie. Übersetzt von Johannes Schlaf, Gisela Etzel, Hedwig Lachmann und Max Christian Wegner. Leipzig, Insel 1924
- Der Pfarrer von Tours. Novelle. Übertragen von Johannes Schlaf. Leipzig, Insel, [1925]. (Insel-Bücherei Nr. 98/2)
- Pierrette. Aus dem Französischen v. Rosa Schapire. Berlin, Rowohlt, [1924]. Inhalt: Pierrette - Der Pfarrer von Tours
- Cäsar Birotteaus Größe und Niedergang. Eugene Grandet. Der Pfarrer von Tours. Die Geheimnisse der Fürstin von Cadignan. Zusammengestellt von  Franz Hessel. Leipzig, Fikentscher, 1926
- Meisternovellen Aus dem Französischen von Eva Rechel-Mertens. Zürich, Manesse, 1953
- Junggesellenwirtschaft. Novellen, aus d. Franz. übers. v. Anna Wagenknecht. Weimar, Aufbau-Verlag, 1970